# GB 2312
GB 2312 est une norme définissant le jeu de caractères officiel de la république populaire de Chine (RPC) utilisant les caractères chinois simplifiés.